# Sabinea
Genre
Sabinea est un genre de crustacés qui regroupe différentes espèces de crevettes.

## Liste des espèces
Selon World Register of Marine Species (8 mai 2022) :
- Sabinea hystrix (A. Milne-Edwards, 1881)
- Sabinea sarsii SI Smith, 1879 - Crevette de Sars  / Sars shrimp
- Sabinea septemcarinata (Sabine, 1824) - Crevette à sept lignes  / Sevenline shrimp